# Nepokoje v Abcházii (2014)
V květnu 2014 vypukly na území částečně uznané republiky Abcházie nepokoje.
Abchazská vláda v čele s prezidentem Alexandrem Ankvabem byla dlouhodobě opozicí kritizována za nedostatečnou snahu o integraci s Ruskem, korupci a nedostatečné hospodářské reformy. Po ruské anexi Krymu tyto hlasy zesílily. Prezident byl vyzván k rezignaci, nicméně tu odmítl. Nedlouho poté na konci měsíce května vypukly v Suchumi první protesty. 
27. května obklíčili protestující vládní komplex v hlavním městě. Představitel opoziční organizace Fórum pro Jednotnou Abcházii Raul Chadžimba sice ohlásil, že se mu povedlo s prezidentem vyjednat demisi vlády, ale druhý den vtrhli demonstranti do prezidentova sídla. Ankvab před vzbouřenci utekl a prohlásil tyto akce za puč. Ankvab se ve strachu před demonstranty uchýlil do svého rodného města Gudauty, vzdáleného 40 km od abchazské metropole. Přestože neopustil území země a formálně nerezignoval, představitel opozice Chadžimba již sestavil novou vládu. Ve svém oznámení prohlásil, že stará vláda rezignovala, stejně jako představitelé abchazských regionů a také generální prokurátor. Při hlasování abchazského parlamentu 29. května se 24 z 25 přítomných (abchazský parlament má celkem 35 členů) vyslovilo pro zvolení úřadujícího prezidenta, kterým se stal předseda parlamentu Valerij Bganba. Aby zachoval stabilitu Abcházie, rozhodl se Alexandr Ankvab 1. června rezignovat na post prezidenta a o den později ho následoval i premiér Abcházie Leonid Lakerbaja. Opozice zaručila Ankvabovi bezpečí a možnost kandidovat v mimořádných prezidentských volbách, které byly vypsány na 24. srpna 2014.